# Todorovska Slapnica
Todorovska Slapnica falu Bosznia-Hercegovinában, a Bosznia-hercegovinai Föderáció Una-Szanai kantonjában. Közigazgatásilag Velika Kladušához tartozik.

## Fekvése
Bosznia-Hercegovina északnyugati részén, Bihácstól légvonalban 35, közúton 50 km-re északra, Velika Kladušától légvonalban 10, közúton 16 km-re délkeletre levő dombos, erdős vidéken, a Slapnica-patak völgyében és a környező dombokon fekszik. 

## Népessége
| Nemzetiségi csoport | Népesség 1991 | Népesség 2013 |
| ------------------- | ------------- | ------------- |
| Szerb               | 4             | 0             |
| Bosnyák             | 1424          | 985           |
| Horvát              | 3             | 5             |
| Jugoszláv           | 0             | 0             |
| Egyéb               | 16            | 101           |
| Összesen            | 1447          | 1091          |

## Története
Nem tudjuk biztosan megmondani, hogy mikor alapították a helyi muszlim gyülekezetet és mikor épült az első mecset ebben a gyülekezetben, de azt biztosan tudjuk, hogy a jelenlegi mecset ünnepélyes megnyitója 1984. július 22-én volt. Ennek a mecsetnek az építése körülbelül négy évig tartott. A gyülekezetnek körülbelül 550 tagja van. Számos projektet hajtottak végre ebben a gyülekezetben, ezek közül néhány: a mecset háremének rendezése, a mecset körüli kerítések felépítése és az imám házának felújítása. A gyülekezetben imámként és muallimként Emir Garanović efendi látja el a szolgálatot.

## Oktatás
A településnek önálló általános iskolája van egy területi iskolával, mely Donja Slapnicán található.

## Nevezetességei
A falu mecsete 1980 és 1984 között épült. Mérete 15x13 méter, a 34 m magas minaret pedig Zuhdi Imamović munkája. 2014-ben a mecsetet felújították.